# Apostolove
Apostolove (în ucraineană Апостолове) este orașul raional de reședință al raionului Apostolove din regiunea Dnipropetrovsk, Ucraina. În afara localității principale, nu cuprinde și alte sate.

## Demografie
Componența lingvistică a orașului Apostolove
     Ucraineană (88,95%)
     Rusă (10,34%)
     Alte limbi (0,33%)
Conform recensământului din 2001, majoritatea populației orașului Apostolove era vorbitoare de ucraineană (88,95%), existând în minoritate și vorbitori de rusă (10,34%).